# Marine Fauthoux
Pour les articles homonymes, voir Fauthoux.
Marine Fauthoux, née le 23 janvier 2001 à Pau dans les Pyrénées-Atlantiques, est une joueuse française de basket-ball évoluant au poste de meneuse.
Avec l'équipe de France, elle obtient la médaille olympique de bronze en 2020. En 2024, elle remporte, aux JO de Paris et avec cette même équipe, la médaille d'argent (face aux États-Unis).

## Biographie
Fille de l'ancien joueur palois puis entraîneur Frédéric Fauthoux, Marine Fauthoux intègre le Centre fédéral avec un an d'avance. Elle devient membre d'une très forte équipe de France U16 dont elle est capitaine et qui remporte le Championnat d'Europe des moins de 16 ans 2017, avec des statistiques personnelles de 11,2 points et 1,5 passe décisive par rencontre,.
Pas encore professionnelles, Marine Fauthoux et sa coéquipière au Centre fédéral Iliana Rupert sont invitées à participer comme partenaires d'entraînement au rassemblement de l'équipe de France en février 2018.
Au printemps 2018, alors que la joueuse native de Pau réalise une saison convaincante avec le Centre fédéral, elle s'engage pour sa première année professionnelle dans le club de Tarbes.
Avec l'équipe de France, elle est finaliste de la coupe du monde U17 2018 (10,1 points et 4,4 passes décisives). Son entraîneur déclare : « Elle a pris beaucoup de maturité due à sa blessure l’année dernière (...) Je lui ai demandé de ne pas oublier son ADN, du scoring et sa capacité à faire jouer son équipe de manière spectaculaire. (...) Elle a la créativité, l’adresse à trois-points, elle a pris ses responsabilités  (...) Dans la compréhension du jeu, le tir, le stop tir, à droite, à gauche, les tirs sous contact, elle est capable de tout faire (...) Ses faiblesses sont pour l’instant juste physiques ».
Le 9 juin 2019, Marine Fauthoux connait sa première sélection en équipe de France pour un match de préparation face à l'Ukraine. Elle inscrit 10 points à 100 % de réussite et effectue quatre interceptions,. Elle est retenue dans la sélection disputant le Championnat d'Europe 2019.
En avril 2020, au terme d'une seconde saison à Tarbes écourtée par la pandémie de Covid-19, elle s'engage dans le club Asvel. En janvier 2021, bien que son contrat court jusqu’en 2022, le club de Lyon prolonge celui-ci pour trois saisons supplémentaires. Mais il annonce le prêt de la joueuse pour deux saisons afin de permettre à celle-ci d'avoir un temps de jeu important, alors que le club va enregistrer le retour de Julie Allemand. Le prêt de Marine Fauthoux est officialisé pour deux saisons à Basket Landes. La joueuse signe ainsi son retour dans son Sud-Ouest natal. Avec le club landais, elle remporte consécutivement deux coupes de France, face à l'Asvel, club qu’elle réintègre à l’issue de la saison 2022-2023.
Le 15 avril 2021, Marine Fauthoux est sélectionnée au troisième tour de la draft WNBA 2021, en 29e position, par le Liberty de New York.
Elle est la dernière joueuse, avec Aby Gaye, non retenue en équipe de France pour le championnat d'Europe 2021. La blessure d'Olivia Époupa au début de la compétition conduit Valérie Garnier à rappeler Marine Fauthoux pour les Jeux olympiques de Tokyo où l'équipe remporte la médaille de bronze. La joueuse y délivre notamment une grosse performance lors du match pour la troisième place face à la Serbie.
Marine Fauthoux se rétablit d’une opération chirurgicale du dos au début de l’année 2024. Elle est alors sélectionnée pour les Jeux olympiques de Paris 2024 à domicile. Elle décroche la médaille d’argent avec l’équipe de France, battue de justesse par l’équipe américaine, et s’emploie en particulier lors des demi-finale face à la Belgique et finale où elle gagne en temps de jeu à la mène.
En juillet 2024, elle rejoint le club turc de Mersin, avec Marine Johannès et Iliana Rupert. Présente lors du quart de finale, 9 points et 11 passes décisives, Marine Fauthoux ne dispute pas le dernier carré de la Coupe de Turquie, remportée face au SK Emlak Konut.
Elle participe à la finale de l'Euroligue perdue 66 à 53 face au USK Prague, Fauthoux n'inscrivrant aucun point. Mersin s'incline lors du championnat face à Fenerbahçe sur le score de 3 manches à 0. Marine Fauthoux loupe les deux premiers matchs, puis 9 points et 13 passes décisives lors de la manche décisive.
Lors de la préparation pour le Championnat d’Europe 2025, elle se blesse face à la Belgique, grave entorse au genou gauche, ce qui la contraint à déclarer forfait
.

## Palmarès

### Sélection nationale

#### Seniors
- Médaille d'argent au championnat d'Europe 2019 à Belgrade en Serbie[30]
- Médaille de bronze aux Jeux olympiques d'été de 2020 à Tokyo[31]
- Médaille de bronze au Championnat d’Europe 2023[32]
- Médaille d'argent aux Jeux olympiques d'été de 2024 à Paris

#### Jeunes
- Médaille d'or au Championnat d'Europe des moins de 16 ans 2017
- Médaille d'argent à la Coupe du monde U17 2018

### Club
- Vainqueur de la Coupe de France : 2022[33], 2023[34]
- Vainqueur de la Coupe de Turquie : 2025

## Distinctions personnelles
- Meilleur espoir du championnat de France LFB 2019
- Chevalier de l'ordre national du Mérite (décret du 8 septembre 2021)[1]
- Meilleure jeune joueuse de l'Euroligue féminine 2021-2022[35]